# 开辟鸿荒石碣

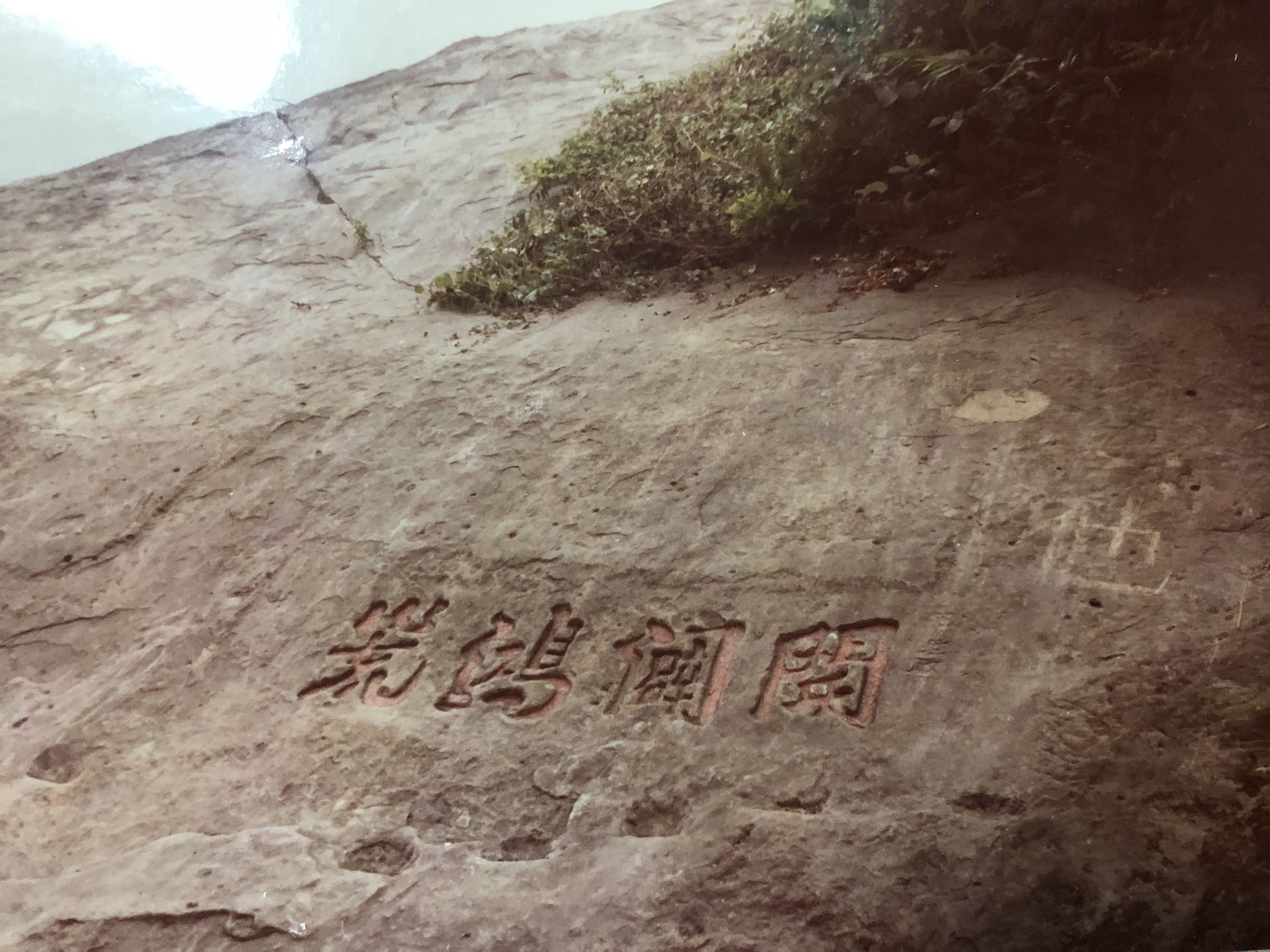
國家一級古蹟開闢鴻荒（整修前樣貌）

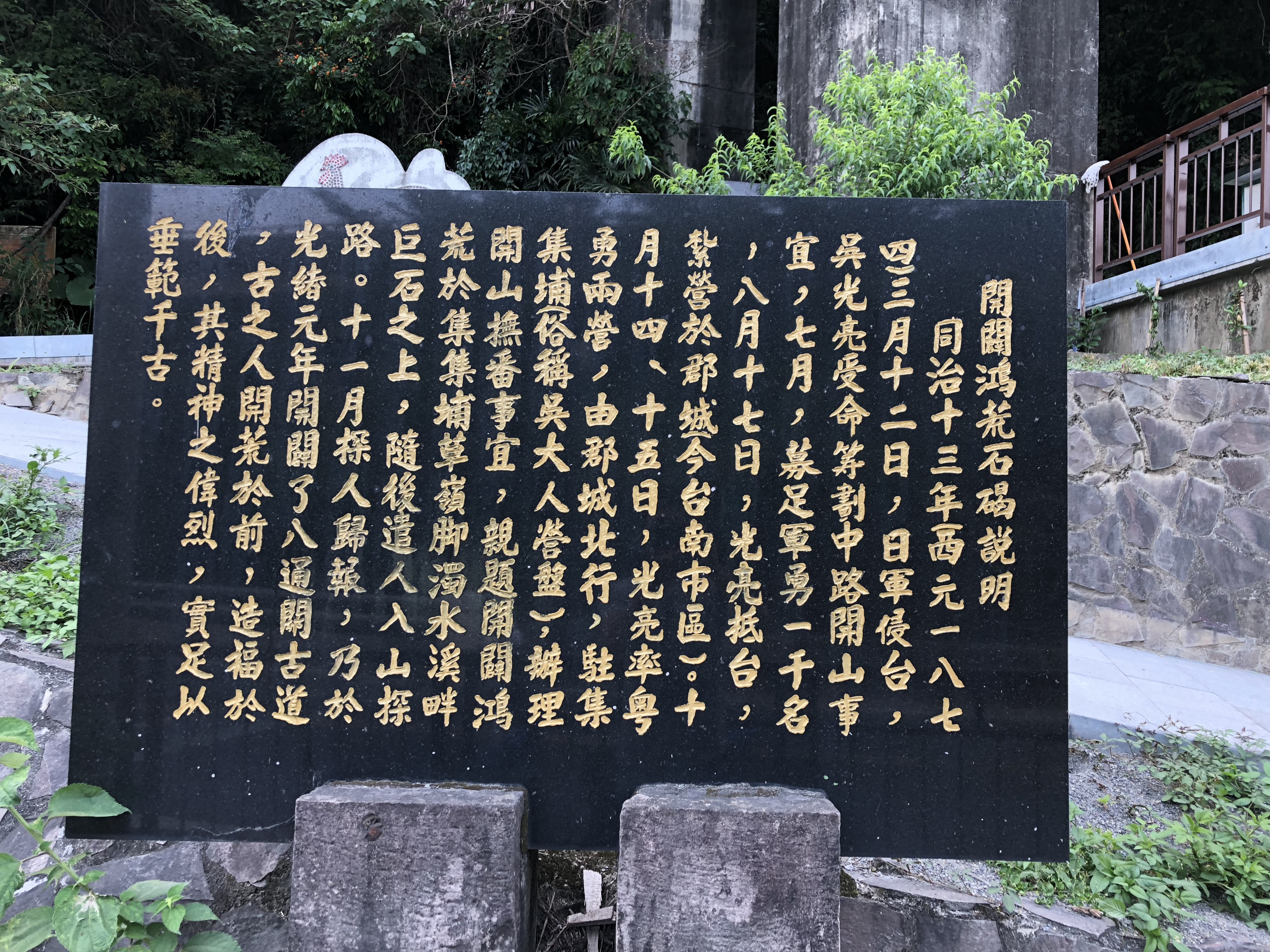
古蹟說明石碑

开辟鸿荒石碣，是八通关古道沿线三处遗迹石碣之一，建立于清朝同治十三年（西元1874年）。开辟鸿荒石碣是国家一级古迹，位于台湾南投县集集拦河堰旁。

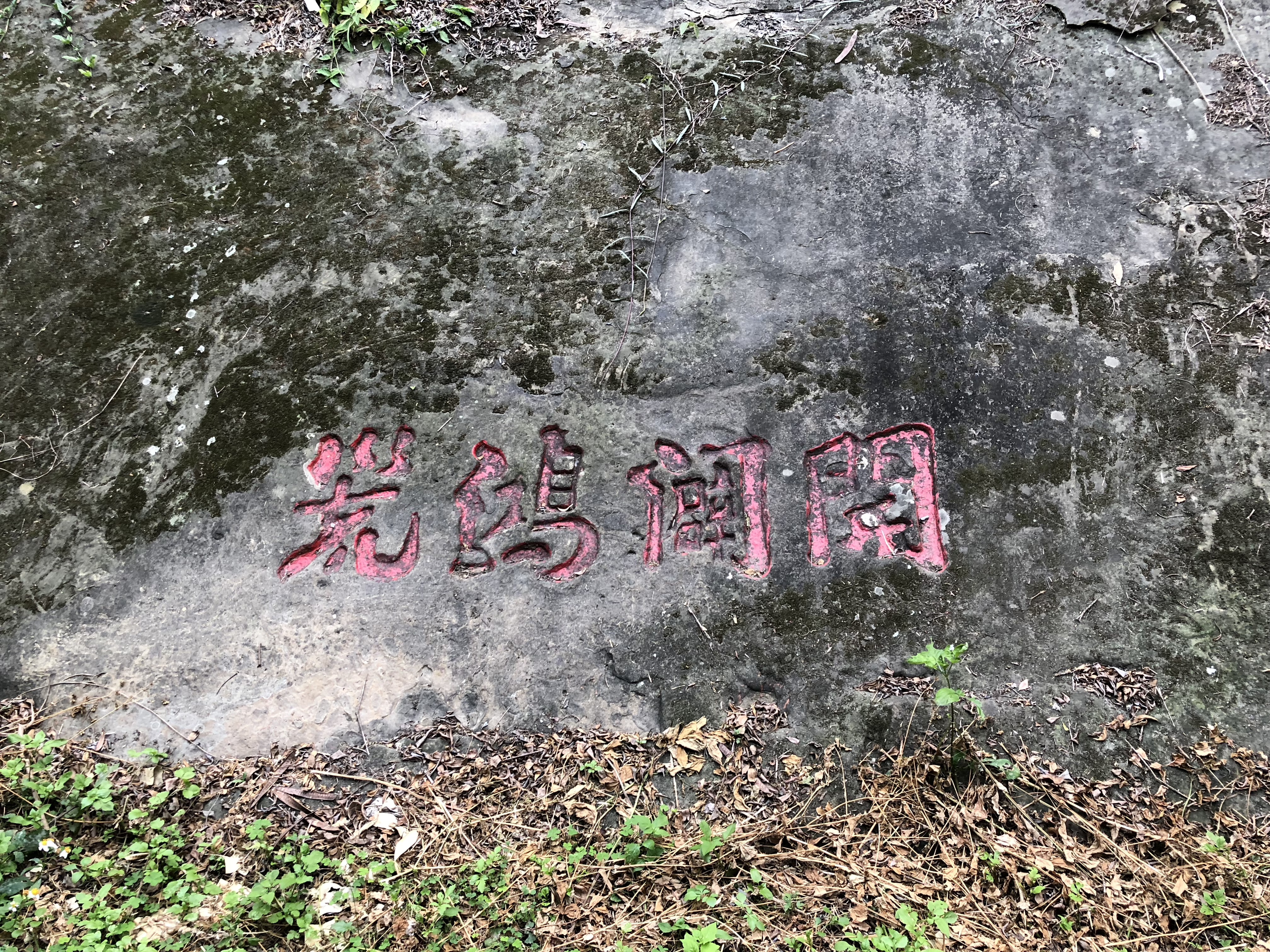
國家一級古蹟開闢鴻荒（2018年整修後樣貌）

## 地理位置
开辟鸿荒石碣位於林尾里狮仔头草岭山路集集大桥旁。它所在的地方处于浊水溪中游北岸、集集桥头、草岭山路，正好是清水、浊水二溪交汇处，所以有“清浊同流”之称。石碣位于两座山的中间，溪左边是集集镇狮仔头山、溪右边是竹山镇象鼻山，两山对峙合称「牛相触」。因为有这一风景特色，当地县府拨款在石碣上方建立思源亭供游客眺望溪边风景。

## 特色沿革
- 西元1874年，总兵吴光亮受命筹划中路开山的相关事宜，因此7月招募一千名义勇军。8月17日吴光亮抵达台湾，扎营於郡城（今台南市区）。10月14日吴光亮率军二营，从郡城向北行，驻扎在集集埔办理开山抚番事宜，开辟了八通关古道。沿途吴光亮所题石碣有鹿谷乡「万年亨衢」、信义乡「山通大海」，都没有留下落款。虽然集集镇「开辟鸿荒」石碣上同样没有落款，但因为与「万年亨衢」石碣、「山通大海」石碣地理位置相近，所以后人推测「开辟鸿荒」石碣也是吴光亮所题[2]。

- 开辟鸿荒石碣上的字长35公分、字高41公分、每字间距8公分，是行书字体，写在高约两公尺，宽约12公尺的砂岩上[3]。

- 民国77年（西元1988年）中華民國內政部将开辟鸿荒石碣定為国家一级古迹。在建设集集拦河堰时，石碣一度出现没入浊水溪的危机。为了保存古迹，当地政府斥资台币2亿元变更集集拦河堰设计，因此开辟鸿荒石碣又被称作「二亿」古迹[4][5]。

## 外部连结
- 开辟鸿荒- 美美网 （页面存档备份，存于）
- 玩全台湾旅游网 （页面存档备份，存于）
- 135南投私房玩家 （页面存档备份，存于）
- 八通关古道的故事－台湾最早的横贯公路 （页面存档备份，存于）